# Маделин дьо ла Тур д'Оверн
Маделин дьо ла Тур, графиня Оверн (на френски: Madeleine de La Tour d'Auvergne; * ок. 1498, Оверн, Франция; † 28 април 1519, Флоренция, Флорентинска република) е френска аристократка.

## Живот
Маделин е представителка на старшия клон на рода дьо Ла Тур д’Оверн, дъщеря на Жан IV (V) дьо ла Тур-д’Оверн (1467 – 28 март 1501), граф Оверн, и Жана дьо Бурбон-Вандом (1465 – 1511).
Омъжва се за Лоренцо II ди Пиеро де Медичи в замъка Амбоаз, на 2 май 1518 година. От брака се ражда дъщеря Катерина де Медичи (1519 – 1589), бъдеща кралица на Франция. Младото семейство много се радва на раждането на дъщеря си, според летописците, те „са доволни така, все едно имат син“. Не е съдено да ѝ се радват дълго: родителите на Катерина умират в първия месец след раждането ѝ – майка ѝ на 15-ия ден (на 19-годишна възраст), а баща ѝ – 6 дни след това, оставяйки на новороденото в наследство Херцогство Урбино и Графство Оверн.
Тъй като Маделин и нейният съпруг умират преди баща ѝ Жан IV, по-голямата ѝ сестра Ана наследява Графство Оверн. Ана се омъжва за Джон Стюарт, втори херцог на Олбани, надживявайки го само с пет години и умира бездетна. След това графствата Оверн и Булон и баронство Ла Тур преминават към дъщеря ѝ Катерина де Медичи и по-късно към френската корона.